# Callichilella
Callichilella is een geslacht van wantsen uit de familie van de Miridae (Blindwantsen). Het geslacht werd voor het eerst wetenschappelijk beschreven door José Cândido de Melo Carvalho in 1954.

## Soorten
Het genus bevat de volgende soorten:

- Callichilella grandis (Blanchard, 1843)
- Callichilella mesoscutellata (Carvalho, 1949)
- Callichilella nigroscutellata (Carvalho, 1949)
- Callichilella rufoscutellata (Fallou, 1891)